# Euchromia dubia
Euchromia dubia là một loài bướm đêm thuộc phân họ Arctiinae, họ Erebidae.